# Patrick Sbalchiero
Patrick Sbalchiero, né en 1960, est un historien et journaliste français. Il est notamment spécialiste des miracles et des phénomènes surnaturels.

## Biographie
Patrick Sbalchiero est fils d'une résistante d'origine polonaise qui a participé activement à la libération de Nice. Il a passé enfance et adolescence dans l'Est de Paris.
Après des études secondaires à Vincennes, puis en hypokhâgne au lycée Condorcet et à Paris-X Nanterre, Patrick Sbalchiero soutient en 1999 sa thèse de doctorat en histoire à l'École pratique des hautes études (« Commentaires de la règle de saint Benoît dans la France moderne »). Enseignant à l'École cathédrale de Paris, il dirige depuis 2003 la revue Mélanges carmélitains.
Il est notamment spécialiste des miracles et des phénomènes surnaturels.
Il présente sa candidature à l'Académie française pour l'élection du 18 avril 2013 au fauteuil de Michel Mohrt, mais c'est Dominique Bona qui est élue.

## Publications
- Avec le card. Paul Poupard, Foi et cultures au tournant du nouveau millénaire, Chambray-lès-Tours, C.L.D., 2001  (ISBN 2854433904).
- Dictionnaire des miracles et de l'extraordinaire chrétiens, Paris, Fayard, 14 novembre 2002, 800 p. (ISBN 978-2213613949)
- Dir., Mélanges carmélitains : histoire, mystique et spiritualité, Paris, Téqui, 2003 (rééd. 2006, Parole et silence)  (ISSN 1763-1467).
- Petite vie de Padre Pio, Paris, Desclée de Brouwer, 2003  (ISBN 2220052524).
- Histoire du Mont-Saint-Michel (préf. Pierre Chaunu), Paris, Perrin, 2005  (ISBN 2262023468).
- Les phénomènes extraordinaires de la foi, Paris, Desclée de Brouwer, 2006  (ISBN 2220056317).
- L'Église face aux miracles : De l'Évangile à nos jours, Fayard, octobre 2007, 504 p. (ISBN 978-2213620978)
- Enquête parmi les voyants, Paris, Éditions de Paris, 2007.
- Dir., avec Mgr René Laurentin (dir.), Dictionnaire des apparitions de la Vierge Marie, Paris, Fayard, 2007  (ISBN 978-2-213-67132-1).
- Histoire de la vie monastique, Paris, Desclée de Brouwer, 2007  (ISBN 9782220058702).
- Les apparitions de la Vierge en Extrême-Orient, Paris, Presses de la Renaissance, 2008  (ISBN 9782750901523).
- Apparitions à Lourdes, Bernadette Soubirous et les miracles de la Grotte, Paris, Presses du Châtelet, 2008.
- Enquêtes aux portes de la mort. Le point sur les expériences de mort imminente, Chambray-les-Tours, C.L.D, 2008.
- Discours de la lycanthropie : de la transmutation des hommes en loups de Beauvoys de Chauvincourt, Grenoble, Jérôme Millon, 2009  (ISBN 978-2-84137-249-2).
- Histoire des fantômes et des démons qui se sont montrés parmi les hommes... de Gabrielle de P****, Grenoble, Jérôme Millon, 2012  (ISBN 978-2-84137-278-2).
- Douze énigmes face à la science, Paris, Salvator, 2013  (ISBN 978-2-7067-1044-5).
- Lumières de saint Padre Pio, Paris, Salvator, 2015.
- Les Légendes du Mont-Saint-Michel, Clermont-Ferrand, De Borée, 2017.
- Enquête sur les exorcismes. Une histoire du diable, Paris, Perrin, 2018  (ISBN 978-2-262-03764-2).
- Enquête sur les miracles dans l'Église catholique, Paris, Artège, 9 mai 2019, 320 p. (ISBN 979-1033608325)
- Des hommes pour l'éternité : l'incroyable épopée des bâtisseurs de cathédrales, Paris, Artège, 2020, 232 p.  (ISBN 979-1033609162).
- La Basilique du Sacré-Cœur de Montmartre. Une épopée incroyable au cœur de l'histoire de France, Artège, 2020, 263 p.  (ISBN 979-10-336-1035-9).
- Pier Giorgio Frassati, toujours plus haut. La biographie du nouveau saint, Artège, 2025, 220 p.  (ISBN 979-10-336-1637-5).

## Distinctions
- Chevalier de l'ordre des Arts et des Lettres (arrêté de nomination du 18 décembre 2020).